# Rameškovskij rajon
Il Rameškovskij rajon (in russo Рамешковский район?) è un rajon dell'Oblast' di Tver', nella Russia europea; il capoluogo è Rameški. Istituito nel 1929, ricopre una superficie di 2.511 chilometri quadrati.